# Wulf-Dieter Hansen
Wulf-Dieter Hansen (* 22. November 1956 in Flensburg) ist ein ehemaliger deutscher Fußballspieler.

## Laufbahn
Hansen wechselte 1977 aus Flensburg zu Holstein Kiel. Er zog mit den „Störchen“ in der Saison 1977/78 in die Aufstiegsrunde zur 2. Fußball-Bundesliga ein. Im entscheidenden Duell mit Wacker 04 Berlin erzielte der Mittelfeldspieler den 1:0-Siegtreffer. Nach dem Aufstieg kam Hansen in der Runde 1978/79 auf 15 Zweitliga-Einsätze für Kiel. 1979 ging er nach Flensburg zurück.